# Ragnar Ypyä
Ragnar Amandus Ypyä (ursprungligen Andersson), född 20 maj 1900 i Helsingfors, död 5 oktober 1980 i Stockholm, var en finländsk arkitekt. Han var gift med Martta Martikainen-Ypyä.
Ypyä utexaminerades som arkitekt 1928. Han praktiserade 1924–1925 hos Alvar Aalto och från 1926 vid försvarsministeriet och ritade under denna tid kasern- och bostadsbyggnader i bland annat Villmanstrand och på Russarö samt hangarer i Kauhava och Suur-Merijoki (nära Viborg). Under åren 1936–1940 var han stadsarkitekt i Viborg, där han bland annat ritade handels- och sjöfartsläroverket (1936) samt ett begravningskapell (1939). 
År 1936 startade Ypyä en gemensam arkitektbyrå 1936, till vilken hans verksamhet efterhand kom att koncentreras. Makarna ritade bland annat hotellet Pielishovi (1939) i Joensuu, Säteri Oy:s fabriker i Valkeakoski (1941–1944), en silo och brödfabrik för Helsingin mylly ja kauppa Oy (1941, tillbyggnad 1952), Hesperia sjukhus samt sköterskebostäder vid Stengårds sjukhus (1955) i Helsingfors samt Starckjohanns affärshus i Lahtis (1950). 
Ypyä ritade 1947–1948 två sjukhus i USA och Venezuela (tillsammans med Hakon Ahlberg i Stockholm). Han vann arkitekttävlingen om Amtssygehuset i Glostrup och var därefter verksam i Köpenhamn 1952–1960. Makarna ritade även bostadsområden i bland annat Jönköping, Västerås och Stockholmsstadsdelen Västertorp samt Åbo universitetscentralsjukhus (1968). Han tilldelades professors titel 1971.